# ديكي دايل
ديكي دايل (بالإنجليزية: Dickie Dale)‏ مواليد 25 أبريل 1927 في لينكونشير، إنجلترا - الوفاة 30 أبريل 1961 في بون، ألمانيا الغربية، كان متسابق دراجات نارية إنجليزي. نافس في سباقات بطولة العالم لفئة 500 سي سي ولفئة 350 سي سي ولفئة 250 سي سي ولفئة 50 سي سي. كما شارك في كأس جزيرة مان السياحية. توفي إثر حادث تعرض له أثناء السباق.